# Anja Herden
Anja Herden (* 11. November 1970 in Bielefeld) ist eine deutsche Theater- und Filmschauspielerin.

## Leben
Anja Herden absolvierte von 1993 bis 1997 eine Schauspiel-Ausbildung an der Folkwang Universität der Künste in Essen. Nach verschiedener Engagements hatte sie von 2002 bis 2011 ein Festengagement am Schauspiel Köln. Ab 2015 war sie Ensemblemitglied am Volkstheater Wien. Für ihren Soloabend Mitleid. Die Geschichte des Maschinengewehrs wurde sie 2018 für den Nestroy-Theaterpreis nominiert. Seit 2019 gehört sie dem Ensemble des Schauspiel Hannovers an.
Herden war mit dem Schauspieler Lukas Holzhausen liiert.

## Filmografie (Auswahl)
- 1999: Der Hurenstreik – Eine Liebe auf St. Pauli
- 2002: Kiss and Run
- 2004: Welcome Home
- 2006: SOKO München (Fernsehserie, eine Folge)
- 2009: SOKO Köln (Fernsehserie, eine Folge)
- 2011: Dann kam Lucy
- 2011: Über uns das All
- 2013: Es ist alles in Ordnung
- 2019: Gipsy Queen
- 2021: Ein Fall für zwei (Fernsehserie, Folge Die falsche Schlange)
- 2021: Wolfsland: Die traurigen Schwestern
- 2022: Tatort: Gier und Angst
- 2025: Ganzer halber Bruder